# Percal (tango)
«Percal» es un tango cuya letra pertenece a Homero Expósito en tanto que la música es de autoría de Domingo Federico, que fue estrenado en 1943 por el cantor Alberto Podestá con la orquesta de Miguel Caló en el cabaré Singapur de la calle Montevideo de la ciudad de Buenos Aires. El nombre alude al percal, una tela que parecía ser fina cuando realmente era de bajo costo.

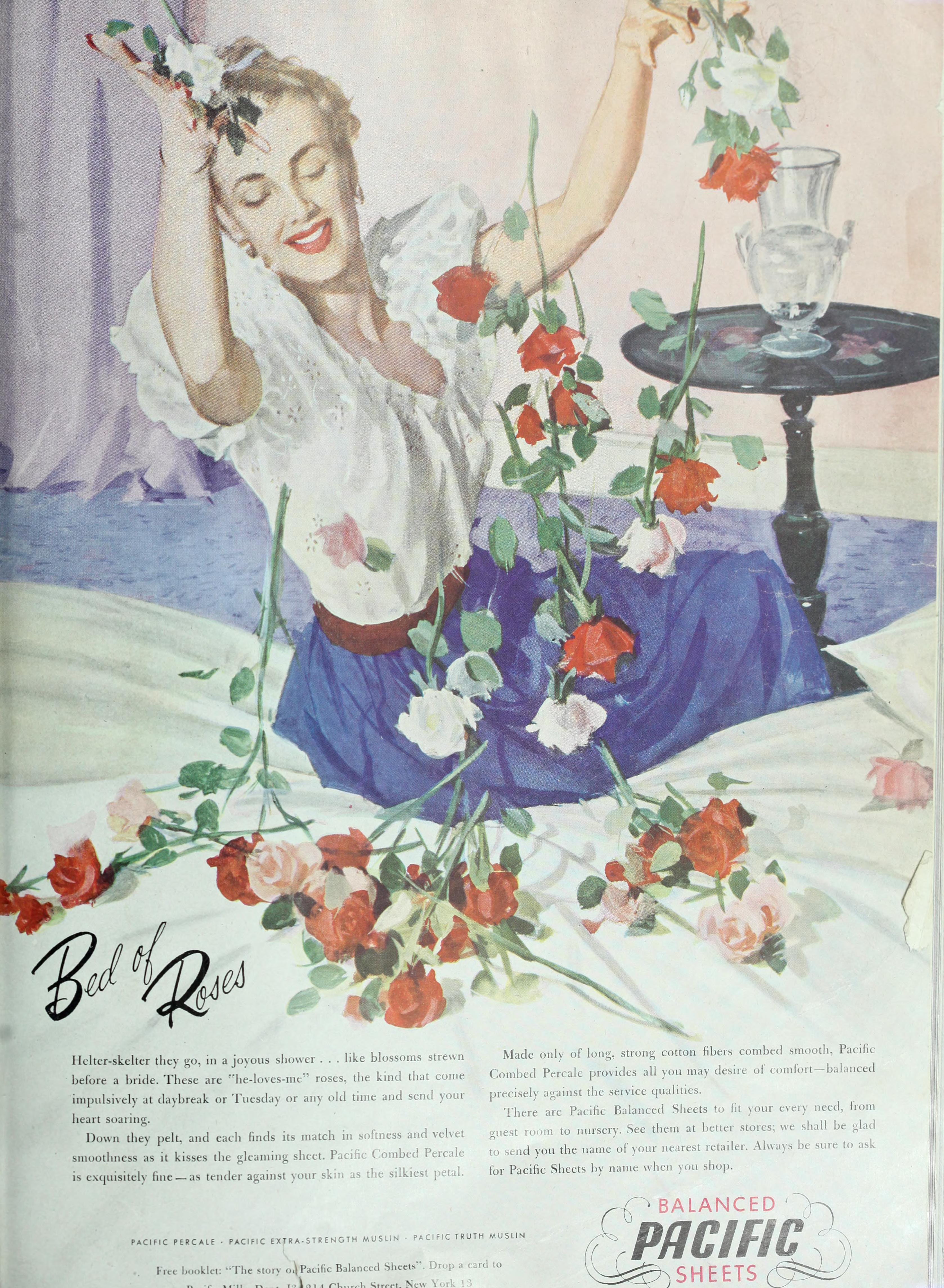
Ilustración de fines del que muestra a una mujer usando un atuendo de percal.

## Los autores
Homero Aldo Expósito (Campana, provincia de Buenos Aires, 5 de noviembre de 1918 – 23 de septiembre de 1987) fue un conocido poeta y letrista argentino de tango.Su hermano Virgilio puso música a decenas de sus letras de tango. Su inventiva literaria confluía en dos actitudes poéticas temperamentalmente opuestas: el romanticismo de Homero Manzi, y el dramatismo sarcástico de Enrique Santos Discépolo. Impuso una renovación formal de expresión, utilizando la técnica del verso libre. Meticuloso y perfeccionista, Homero repasaba y trabajaba sus letras una y mil veces.

Es que no quiero que después venga ningún boludo a decirme que hay una coma mal puesta”

Domingo Federico (Buenos Aires 4 de junio de 1916 - ídem. 6 de abril de 2000), bandoneonista, violinista, director de orquesta y compositor que produjo junto a Homero Expósito varios tangos entre los que se recuerdan Al compás del corazón, Yuyo verde, Tristezas de la calle Corrientes, A bailar y Yo soy el tango....
La colaboración entre Federico y Expósito comenzó en la década de 1940, cuando el primero estudiaba Medicina y era bandoneonista de Miguel Caló y el segundo estudiaba Filosofía.

## La obra
Expósito tenía la habilidad de escribir poesía sobre la música; contaba Federico que el poeta escuchaba la música y una vez decidida la temática se iba y a los dos días volvía con el monstruo entre los dos retocábamos un poco la letra, otro poco la música y la pieza quedaba terminada.
El origen de Percal fue una idea musical de Federico, de medidas atípicas, sobre la cual Expósito construyó la letra, que los autores pensaron como una Milonguita moderna, esto es el personaje de Samuel Linning al que musicalizó Enrique Pedro Delfino. En la letra de Expósito, además del personaje reaparece el percal –esa tela barata con apariencia de cara con la cual las jóvenes modestas suplían el lujo inalcanzable para ellas de un traje de noche- como símbolo. El tango de Linning dice, refiriéndose a Estercita (Milonguita), Hoy darías toda tu alma por vestirte de percal, y Expósito hace crecer ese símbolo con todas sus implicancias sociales.
Si bien en la orquesta de Caló los arreglos estaban a cargo del pianista Osmar Maderna, en el caso de Percal fue realizado directamente por Federico y, estrenado por la orquesta con la voz de Alberto Podestá, en el cabaré Singapur de la calle Montevideo de la ciudad de Buenos Aires, que era propiedad de Caló, tuvo un éxito instantáneo.
A modo de indudable elogio Enrique Santos Discépolo solía decir que era una letra que le hubiera gustado escribir.

## Censura
A partir de 1943 dentro de una campaña iniciada por el gobierno militar que obligó a suprimir el lenguaje lunfardo, como así también cualquier referencia a la embriaguez o expresiones que en forma arbitraria eran consideradas inmorales o negativas para el idioma o para el país, fue prohibida la transmisión por radiodifusión el tango Percal como sus autores no encontraban explicación a la medida, concurrieron a la oficina de Radiocomunicaciones, que era la repartición que indicaba las piezas que no podían pasarse por radio. El funcionario les dijo: "porque no tiene una métrica poética, primero una palabra, después tres, eso no es literario..." Expósito le explicó "Señor, yo escribo sobre la melodía ¿cuántas palabras quiere que ponga sobre dos notas? Y el funcionario siguió "pero además está el problema del tema, el sentido de la obra: eso de tu casa ya no está...eso de tenías quince abriles. Expósito pidió una máquina de escribir y allí mismo reconstruyó la letra,
poniendo, por ejemplo vestida de percal / te ves bonita igual / llevabas dulce y rosas / tu percal de mariposa y la leyó en voz alta. El funcionario aprobó "esto ahora tiene sentido" y Expósito le respondió "esto es una porquería", rompió el papel y se marcharon.
Las restricciones continuaron al asumir el gobierno constitucional el general Perón y en 1949 directivos de Sadaic le solicitaron al administrador de Correos y Telecomunicaciones en una entrevista que se las anularan, pero sin resultado. Obtuvieron entonces una audiencia con Perón, que se realizó el 25 de marzo de 1949, y el presidente –que afirmó que ignoraba la existencia de esas directivas- las dejó sin efecto y muchos tangos pudieron volver a pasarse por radio e incluso retomaron su nombre y letra anteriores si bien por temor de los músicos algunas piezas, como el tango Al pie de la Santa Cruz y la Milonga del 900, siguieron ejecutándose con modificaciones en las partes a las que se podía asignar contenido político.

## Grabaciones
Entre las grabaciones de este tango se encuentran:
- Miguel Caló con la voz de Alberto Podestá
- Aníbal Troilo con la voz de Francisco Fiorentino
- Domingo Federico con la voz de Armando Moreno y también con el cantor Carlos Vidal.

Algunas versiones instrumentales:
- Astor Piazzolla con orquesta,
- Osvaldo Piro
- Sexteto Mayor

Versiones de solistas:
- Hugo del Carril
- Roberto Goyeneche
- Enrique Dumas
- Antonio Prieto